# 曼徹斯特教區
聖公會曼徹斯特教區（英語：Diocese of Manchester）是英格蘭教會約克教省下面的一個教區。轄區包括大曼徹斯特的大部份、蘭開夏郡和柴郡一部份地區。
教區成立於1847年9月1日。座堂是曼徹斯特座堂，現任主教為大衛·獲加。下分兩個副主教區、三個會吏長區，管理292個堂區。